# Prowincja Gia Lai
Gia Lai wymowaⓘ – prowincja Wietnamu, znajdująca się w południowej części kraju, w Regionie Płaskowyżu Centralnego. Na zachodzie prowincja graniczy z Kambodżą.

## Podział administracyjny
W skład prowincji Gia Lai wchodzi trzynaście dystryktów oraz trzy miasta.
- Miasta:

1. Ayun Pa
2. An Khê
3. Pleiku

- Dystrykty:

1. Chư Păh
2. Chư Prông
3. Chư Sê
4. Đắk Đoa
5. Đak Pơ
6. Đức Cơ
7. Ia Grai
8. Ia Pa
9. K'Bang
10. Kông Chro
11. Krông Pa
12. Mang Yang
13. Phú Thiện